# 郎方貴
郎方贵（?—?），隋朝官员，淮南人。
郎方贵从小有志尚，与从父弟郎双贵一同居住。隋文帝开皇年间，郎方贵曾经因为出行遇雨，淮河泛滥，在渡口借渡，船工发怒，打得郎方贵手臂骨折。回家后，其弟郎双贵惊问询问来由，郎方贵都说了。郎双贵怨恨不已，于是向渡口殴打船工致死。守渡口的人把他执送到县官，县官调查情况，认为郎方贵为首犯，当处死，郎双贵连坐，当流放。兄弟二人争为首犯，县官不能断，送到州里。兄弟竞相揽罪，州官不能定，二人争着赴水而死。州官把事情上奏朝廷，隋文帝得知感到不一般，于是原谅他们的罪过，表彰他们的家门，赐物百段，后郎方贵为州主簿。

## 延伸阅读
[在维基数据编辑]
 《隋書·卷72》，出自魏徵《隋书》